# Wilmont
Wilmont és una població dels Estats Units a l'estat de Minnesota. Segons el cens del 2000 tenia 332 habitants.

## Demografia
Segons el cens del 2000, Wilmont tenia 332 habitants, 142 habitatges, i 93 famílies. La densitat de població era de 112,4 habitants per km².
Dels 142 habitatges en un 28,2% hi vivien nens de menys de 18 anys, en un 51,4% hi vivien parelles casades, en un 7,7% dones solteres, i en un 34,5% no eren unitats familiars. En el 28,9% dels habitatges hi vivien persones soles el 16,2% de les quals corresponia a persones de 65 anys o més que vivien soles. El nombre mitjà de persones vivint en cada habitatge era de 2,34 i el nombre mitjà de persones que vivien en cada família era de 2,87.
Per edats la població es repartia de la següent manera: un 25,3% tenia menys de 18 anys, un 8,7% entre 18 i 24, un 26,2% entre 25 i 44, un 18,7% de 45 a 60 i un 21,1% 65 anys o més.
L'edat mediana era de 38 anys. Per cada 100 dones de 18 o més anys hi havia 105 homes.
La renda mediana per habitatge era de 29.464 $ i la renda mediana per família de 37.344 $. Els homes tenien una renda mediana de 28.194 $ mentre que les dones 14.375 $. La renda per capita de la població era de 16.160 $. Entorn del 4,9% de les famílies i el 6,8% de la població estaven per davall del llindar de pobresa.

## Poblacions més properes
El següent diagrama mostra les poblacions més properes.